# تراخون
تراخون یا تراخو محوطه ای تاریخی و باستانی با دژ بلند دیواری در بالای صخره های مثلثی شکل به ارتفاع 30 متر در هر طرف است که در مرکز رود بیابان در ولایت نیمروز در منطقه سیستان واقع شده است. 
بر اساس افسانه‌ها و سنت های محلی، تراخون را زادگاه رستم سیستانی می‌دانند.